# Storblomstret hullæbe
Storblomstret hullæbe (Epipactis leptochila) er en 30-60 cm høj orkidé, der er udbredt over Nord-, Vest- og Mellemeuropa. Her vokser den på kalkrig bund i skyggefulde skove, især bøgeskov, eller mellem pilekrat i klitlavninger. I Danmark er arten meget sjælden i kalkrige bøgeskove på Lolland-Falster, Møn og Sydsjælland. Kendes fra skovhullæbe på at læben er spids og tydeligt længere end bred.